# Di chỉ khảo cổ Bat, Al-Khutm và Al-Ayn
Di chỉ khảo cổ Bat, Al-Khutm và Al-Ayn là một nhóm các nghĩa trang khảo cổ lớn có từ niên đại thứ 3 TCN, thuộc miền Bắc Oman. Nó đã được công nhận là Di sản thế giới của UNESCO vào năm 1988.

## Mô tả
Các nghiên cứu trong nhiều năm đã chỉ ra rằng, từ Vịnh Ba Tư tới Vịnh Oman là nơi tồn tại của nhiều khu định cư khác nhau. Trong đó, Bat, Al-Khutm và Al-Ayn là những khu vực điển hình của Oman.
Bat là một khu vực nằm bên lùm cọ xanh ngát. Khoảng 3000 năm TCN, nơi đây đã có sự xuất hiện của đồng (được khai thác và chiết xuất tại địa phương) và đá (có thể là đá diorit) với nền văn minh Sumer. Một số văn tự cổ của Sumer, như Sử thi Gilgamesh gọi Bat là Dilmun. Nghĩa địa chôn cất bao gồm 100 ngôi mộ và các tòa nhà tròn có đường kính khoảng 20 mét. Những tòa nhà không thông ra bên ngoài, do đó, chúng có thể được dùng để cố thủ hoặc chứa lương thực, tuy vậy mục đích của chúng vẫn còn chưa chắc chắn. Năm 1972, các cuộc khai quật được thực hiện bởi một nhóm nghiên cứu Đan Mạch do Karen Frifelt cho thấy rằng, thành phố là nơi định cư liên tục trong 4000 năm.
Al-Khutm cơ bản là một pháo đài bằng đá, với một tháp làm bằng đá có đường kính 20 mét. Nó nằm cách 2 km về phía tây của Bat và hiện trong trạng điêu tàn.
Al-Ayn là một nghĩa địa nhỏ. Trong ba địa điểm, nó ở trong tình trạng được bảo quản tốt hơn. Nó nằm cách 22 km về phía đông nam của Bat.
Nhờ vị trí địa lý nằm trong vùng núi khô cằn bị cô lập mà các địa điểm này được bảo vệ tốt. Một trong những mối nguy hiểm lớn nhất đến từ những người dân địa phương, khi họ có thể phá hủy các cấu trúc của các địa điểm khảo cổ này để làm vật liệu xây dựng.